# Paul Samuelson
Paul Anthony Samuelson (Gary, 15 maggio 1915 – Belmont, 13 dicembre 2009) è stato un economista statunitense.
Nel 1947 vinse la John Bates Clark Medal e nel 1970 il Premio Nobel per l'economia con la seguente motivazione:

## Biografia
Samuelson conseguì il Bachelor's degree all'università di Chicago nel 1935, e il PhD alla Harvard University nel 1941.
Fu, insieme a Paul Sweezy, uno dei migliori allievi di Joseph Schumpeter (tanto che questo era solito chiamare Sweezy "Sir Galaad" e Samuelson "Mago Merlino").
È stato consigliere economico per due presidenti, John F. Kennedy e Lyndon B. Johnson.
Rifiutato dalla facoltà di Economia di Harvard, sembra per le sue origini ebraiche, si trasferì al Massachusetts Institute of Technology, dove fondò la facoltà di economia, nella quale ha insegnato per anni.
Stanisław Ulam sfidò una volta Samuelson a menzionare una teoria nell'ambito delle scienze sociali che fosse sia vera, sia non banale. Diversi anni dopo, Samuelson ravvisò una tale teoria nella teoria del vantaggio comparato di David Ricardo.
Il 13 dicembre 2009 è morto a 94 anni a Belmont, in Massachusetts.

## Ambiti di lavoro
Ha lavorato in numerosi campi, tra i quali:
- Economia del benessere, in cui rese popolari le condizioni di Lindahl-Bowen-Samuelson, un criterio per valutare se una data azione andrà a vantaggio del welfare;
- Scienza delle finanze, in cui è particolarmente noto per il suo lavoro sull'allocazione ottima delle risorse in presenza di beni pubblici (Modello di Samuelson o Beni pubblici puri di Samuelson);
- Economia internazionale, in cui ha influenzato lo sviluppo di due importanti modelli del commercio internazionale: l'effetto Balassa-Samuelson e il modello di Heckscher-Ohlin (tramite il teorema di Stolper-Samuelson).

È, inoltre, l'autore della Teoria della preferenza rivelata e di un influente manuale, Economics, pubblicato per la prima volta nel 1948, e regolarmente aggiornato per i successivi cinquanta anni.
A proposito del suo contributo alla scienza economica, nelle motivazioni per l'attribuzione a Samuelson del Premio Nobel per l'economia, si legge:

### Termodinamica ed economia

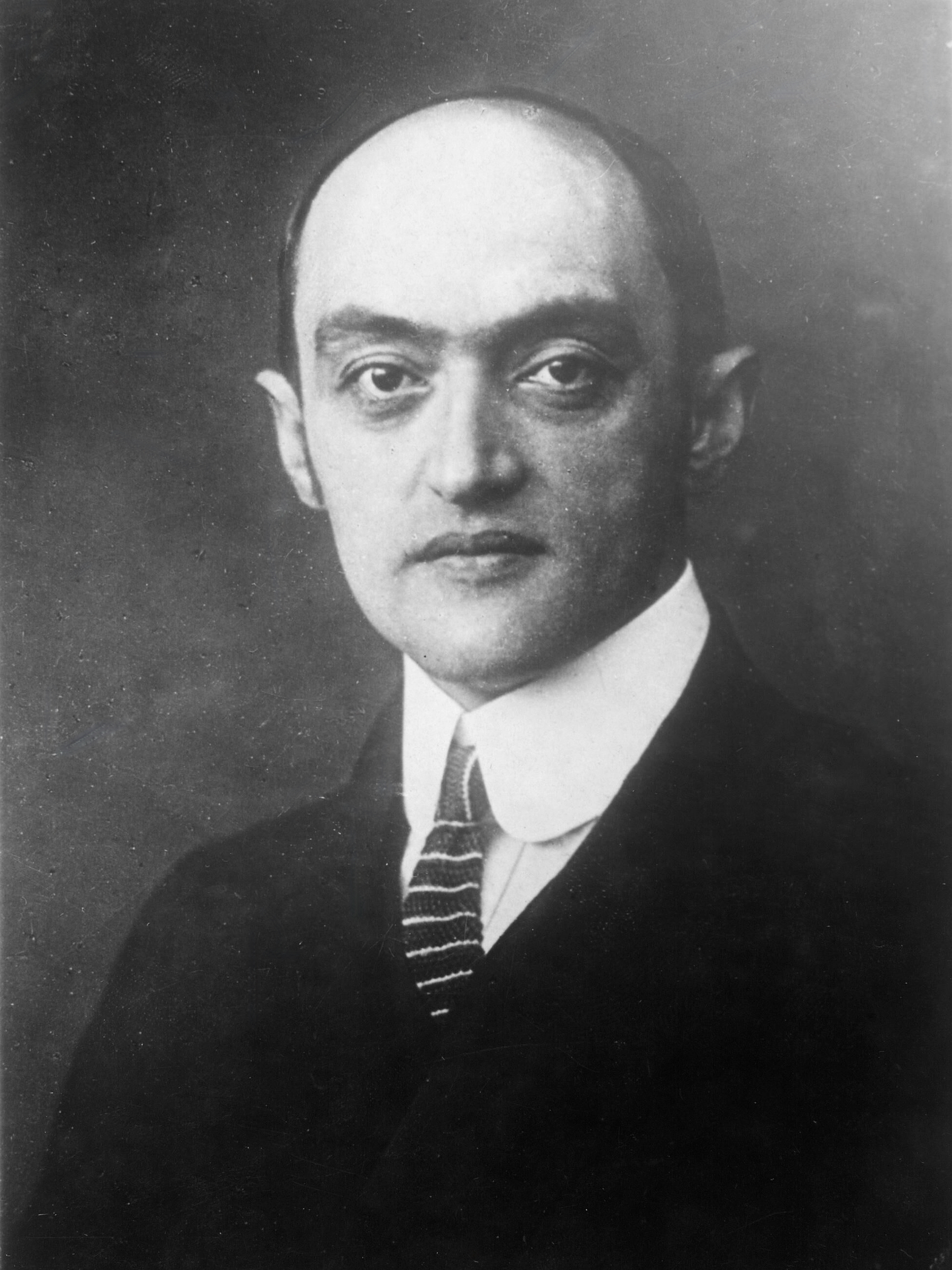
L'economista austriaco Joseph Schumpeter

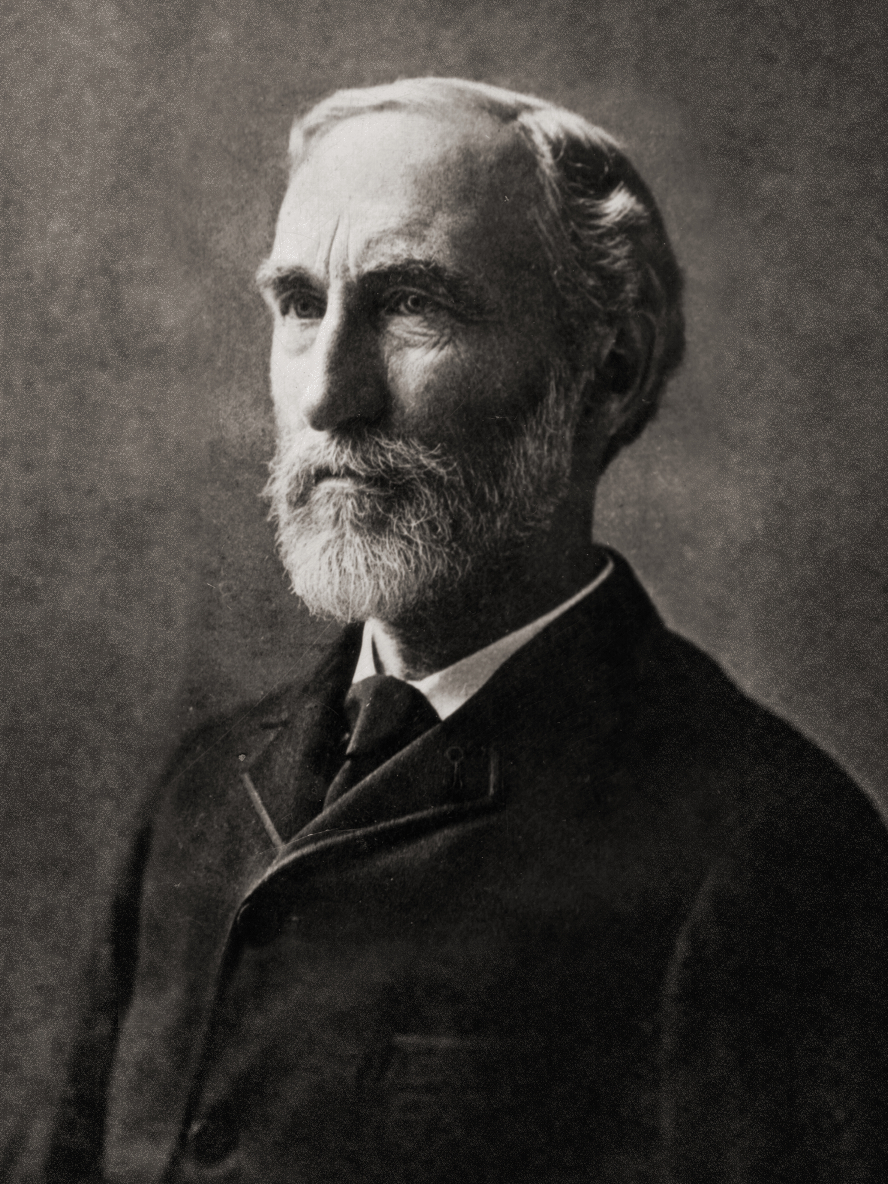
Willard Gibbs, chimico e fisico statunitense

Samuelson è stato il primo economista ad applicare i principi dell'equilibrio termodinamico all'economia. Samuelson ha studiato ad Harvard con Joseph Schumpeter, Wassily Leontief, Gottfried Haberler, e il "Keynes americano" Alvin Hansen. Inoltre, Samuelson era l'unico protégé di Edwin Bidwell Wilson, un matematico che, a sua volta, era stato l'unico protetto di Willard Gibbs, il fondatore della termodinamica chimica, che fu anche mentore dell'economista americano Irving Fisher: Gibbs ebbe una grande influenza nelle loro idee a proposito dell'equilibrio dei sistemi economici.
La monumentale opera di Samuelson del 1947, Foundations of Economic Analysis, tratta dalla sua dissertazione di dottorato, si basa sui metodi della termodinamica classica di Willard Gibbs, in particolare sul lavoro del 1874 di Gibbs Sull'equilibrio di sostanze eterogenee.
Nel 1947, basandosi sul principio termodinamico di Le Chatelier, che gli era stato illustrato da Wilson nel corso di un seminario, ha fondato il metodo della statica comparativa in economia. Il metodo spiega i cambiamenti delle soluzioni di equilibrio del problema di massimizzazione vincolato (in economia o termodinamica) quando uno dei vincoli è marginalmente irrigidito e rilassato. Il principio di Le Chatelier è stato stabilito dal chimico francese Henri Louis le Chatelier, che fu anche uno dei primi a tradurre in francese i lavori di Gibbs sull'equilibrio (1899). L'uso che fa Samuelson del principio di Le Chatelier si è dimostrato uno strumento potente ed è stata largamente utilizzato nelle teorie economiche moderne. I tentativi di stabilire analogie tra teoria economica neoclassica dell'equilibrio e la termodinamica risalgono a Guillaume e Samuelson.

## Citazioni
(Samuelson, Economia, Zanichelli, 1983, p. 255)
(Intervista su La Stampa del 30 settembre 1999, pp. 1, 3, di Andrea di Robliant)

## Pubblicazioni
- Foundations of economic analysis, Cambridge, Harvard University Press, 1947.
- Economics, con William Nordhaus, New York, Mc Graw-Hill, 1948.
- Readings in economics, New York, McGraw-Hill, 1952.
- The pure theory of pubblic expeditures, in The Rewiew of Economics and Statistics, n. 4, 1954
- Linear programming and economic analysis, con Robert Dorfman e Robert M. Solow, New York, McGraw-Hill, 1958.
- Stability and growth in the American economy, Stockholm, Almqvist & Wiksell distributors, 1962.
- The Samuelson sampler, Glen Ridge, N.J., T. Horton, 1973.
- Macroeconomics, Toronto, McGraw-Hill Ryerson, 1988.
- Microeconomics: a version of economics, con William D. Nordhaus, New York, McGraw Hill, 1989.
- 4: North american keynesianism and expectations and uncertainty, fa parte di The origins of macroeconomics, London and New York, Routledge, 2002.

### Edizioni in lingua italiana
- Economia, tit. originale Economics, trad. e appendice di Pietro Castiglioni, Torino, UTET, 1954. XIX edizione: Milano, McGraw-Hill, 2009. ISBN 978-88-386-6602-5
- Fondamenti di analisi economica, tit. originale Foundations of economic analysis, introduzione di Antonio Gay, Milano, Il Saggiatore, 1973.
- Analisi economica, ottimizzazione, benessere, trad. di Maria Valentina Bresciani, Marco Cantalupi, Rossana Rapisarda, Bologna, Il mulino, 1993.